# Blenio (district)
Blenio (Italiaans: Distretto di Blenio) is een bestuurlijke eenheid van het kanton Ticino. De hoofdplaats is Acquarossa.

## Indeling
Er bestaat uit de volgende cirkels (circoli) en gemeenten (communi):

### Circolo d'Acquarossa
| Gemeentenaam | Inwoners (31/12/2016) | Oppervlakte (km²) |
| ------------ | --------------------- | ----------------- |
| Acquarossa   | 1850                  | 61,6              |

### Circolo di Malvaglia
| Gemeentenaam | Inwoners (31/12/2016) | Oppervlakte (km²) |
| ------------ | --------------------- | ----------------- |
| Serravalle   | 2101                  | 96,9              |

### Circolo d'Olivone
| Gemeentenaam | Inwoners (31/12/2016) | Oppervlakte (km²) |
| ------------ | --------------------- | ----------------- |
| Blenio       | 1816                  | 202,1             |

Bellinzona · Blenio · Leventina · Locarno · Lugano · Mendrisio · Riviera · Vallemaggia